# Two Heads Are Better Than None
Two Heads Are Better Than None (bra: Duas Cabeças Pensam Melhor do que Nenhuma), também conhecido como Kenan & Kel: The Movie, é um especial de televisão americano sendo junção dos episódios 13, 14 e 15 da 4ª. Temporada de Kenan & Kel. Era considerado o último episódio da série Kenan & Kel, mas exibido pela primeira vez em 22 de julho de 2000 pela Nickelodeon como um filme de uma hora e meia. O ator Dan Frischman não participou desta produção como Chris Potter. Este foi o último trabalho do ator Milton Berle, antes de sua morte em 2002.

## Enredo
A família Rockmore está se preparando para sair de férias de carro, quando Kel aparece dizendo que vai com eles. Apesar de Roger e Sheryl não permitirem, Kenan e Kyra escondem Kel no porta-malas. Quando Roger descobre, eles já estão longe demais para retornarem. No caminho, eles acampam e ainda conhecem um excêntrico casal, os Shelly.
Depois de alguns dias de viagem, a gasolina do carro acaba e Kenan e Kel precisam ir buscar ajuda na cidade mais próxima. Os dois amigos seguem caminho e descobrem que estão encalhados em uma cidade amaldiçoada e deserta chamada Rockville. Uma vez na cidade, como outras pessoas presas, eles encontram um casarão e são deixados entrar pelo anfitrião Arthur, um homem aparentemente simpático, mas que é na realidade o "Cavaleiro sem cabeça".
Kenan e Kel descobrem que além deles, os Shelly também estão hospedados na casa, assim como o casal Harry e Nancy e o rabugento tio Leo. Quando uma forte tempestade se inicia, Arthur convida todos para passarem a noite ali.
Kenan vai ficando mais desconfiado e  amedrontado do que já estava, devido a lenda do Cavaleiro Sem Cabeça das redondezas que ouviu. Após o jantar, os amigos vão para o quarto, mas não conseguem dormir e resolvem investigar o local. Arthur e seu mordomo Chives criam diversas armadilhas para tentarem deter os dois, mas não conseguem. Ao amanhecer, Kenan e Kel descobrem que as cabeças de Harry, Nancy e do Tio Leo já foram cortadas e resolvem fugir dali, pois serão os próximos. Chives tenta impedi-los, mas os Shelly, que também escaparam de terem as cabeças cortadas, conseguem detê-lo. Arthur descobre e persegue os quatro, mas eles conseguem fugir no carro do casal. Arthur arremessa sua cabeça em direção ao veículo, mas ela se perde quando eles freiam o veículo ao avistarem o carro da família Rockmore (que foi consertado por Kyra). Enquanto os Shelly seguem viagem, o corpo descabeçado de Arthur está pendurado no carro deles. Kenan e Kel tentam explicar por tudo o que passaram, mas Roger não acredita na história dos meninos. Saindo de Rockville, Roger avista a cabeça de Arthur caída no chão, e segue com o carro em alta velocidade de volta pra casa, enquanto a cabeça pede em vão que eles voltem, pois seu nariz está a coçar.

## Elenco
| Ator/Atriz        | Personagem                         |
| ----------------- | ---------------------------------- |
| Kenan Thompson    | Kenan Rockmore                     |
| Kel Mitchell      | Kel Kimble                         |
| Ken Foree         | Roger Rockmore                     |
| Teal Marchande    | Sheryl Rockmore                    |
| Vanessa Baden     | Kyra Rockmore                      |
| Time Winters      | Arthur / O "Cavaleiro sem cabeça"  |
| Tom Knickerbocker | Sheldon "Shelly" Wilson            |
| Bonnie Hellman    | Shelly Wilson                      |
| Jonathan T. Floyd | Harold "Harry" Takamoto            |
| Sonya Leslie      | Nancy Takamoto                     |
| Milton Berle      | Leonard "Tio Leo" Takamoto         |
| Michael Berryman  | Chives, o mordomo                  |
| Sonje Fortag      | Bethel, a governanta sem pálpebras |
| Joel McCrary      | Steve, o frentista                 |
| Terry Ray         | Funcionário do museu               |